# فورتونا

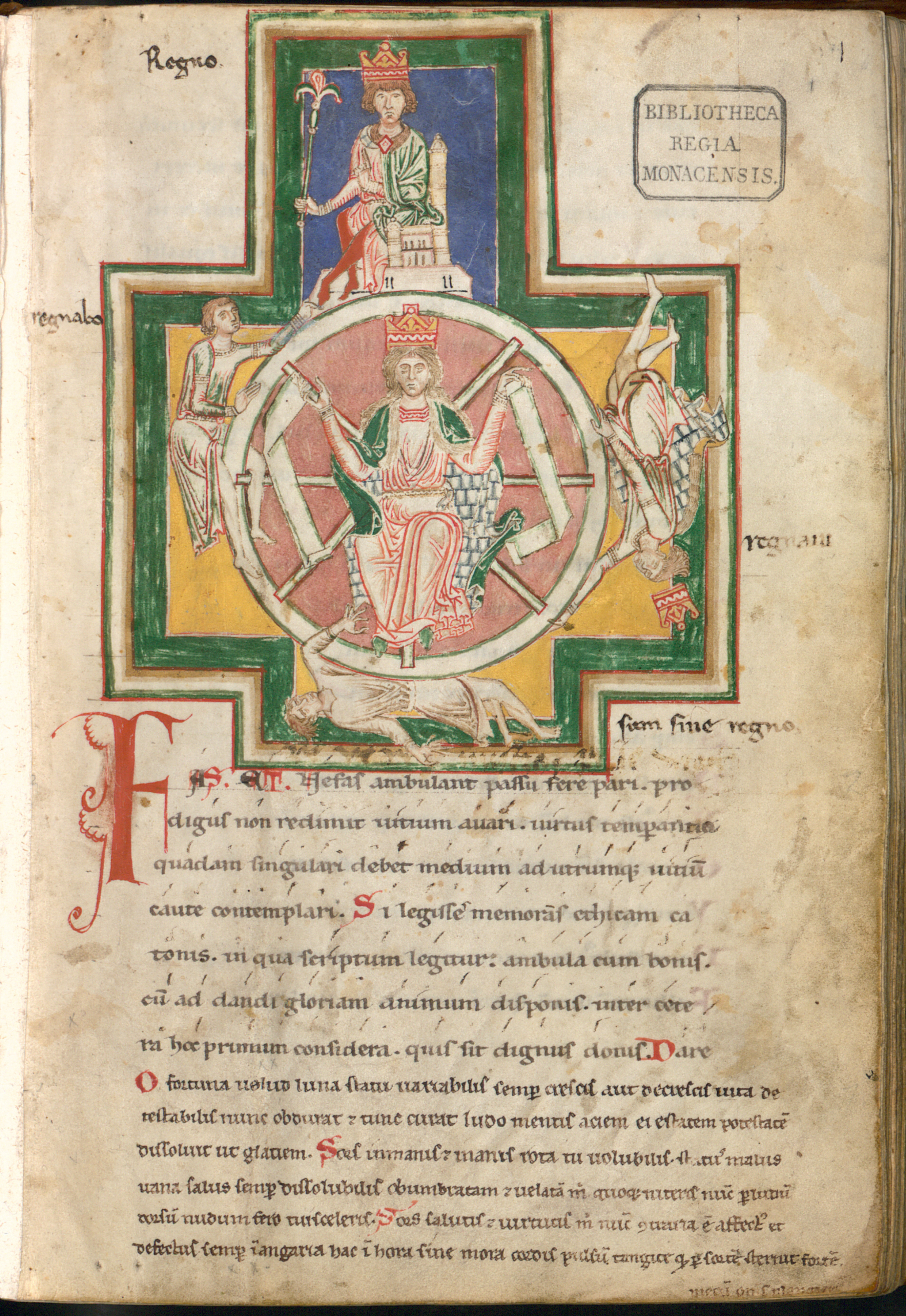
فورتونا حاکم بر دایره‌ای که چهار مرحله از زندگی را نشان می‌دهد، در مرکز این دایره نقطه نیکبختی (فورچون) یا همان ساعت سعد واقع است، تصویر مربوط به نسخه خطی کارمینا بورانا می‌باشد

فورتونا (معادل ایزدبانو یونانی موسوم به توخه)، در اساطیر روم و دین رم باستان، الهه ثروت و نیکبختی، و تجسم خوشبختی و شانس و اقبال به صورت یک شخصیت بود. بواسطه این ایزدبانو، ممکن بود خوبی و موفقیت یا برعکس شر و بدبختی، نصیب آدمی شود: گاه فورتونا را به صورت زنی نابینا که پارچه‌ای به چشم بسته، تصویر می‌کنند، همان‌طور که امروزه نماد عدالت (بانوی عدالت) این گونه تصویر می‌شود. وی همچنین، نماد و نماینده‌ای از زندگی توأم با پرهیز از هوسرانی و هوسبازی نیز هست. فورتونا همچنین با عنوان آتروکس فورتونا، الهه یا ایزدبانوی سرنوشت نیز در نظر گرفته می‌شد و در همین ارتباط او مدعی زندگی گایوس و لوسیوس، نوادگان شاهزاده آگوستوس، و وارثان آینده امپراتوری شده بود.
گفته شده که پدر او ژوپیتر بود و وی نیز می‌توانست همانند او بخشنده (کوپیا) باشد. به عنوان آنوناریا، او الهه محافظت‌کننده از غلات و حبوبات و حامی جمع‌آوری آن‌ها بود [ویل دورانت، وی را آنونا و الهه ذخیره غذا خوانده‌است (به بخش نکات در پایین توجه شود)]. روز یازدهم از ماه ژوئن به افتخار او گرامی داشته می‌شد و فستیوال یا جشنواره مخصوص او، که فورس فورتونا نام داشت، در تاریخ ۲۴ ژوئن با آیین‌ها و مراسم ویژه مربوط به وی، برگزار می‌شد.

## شرح

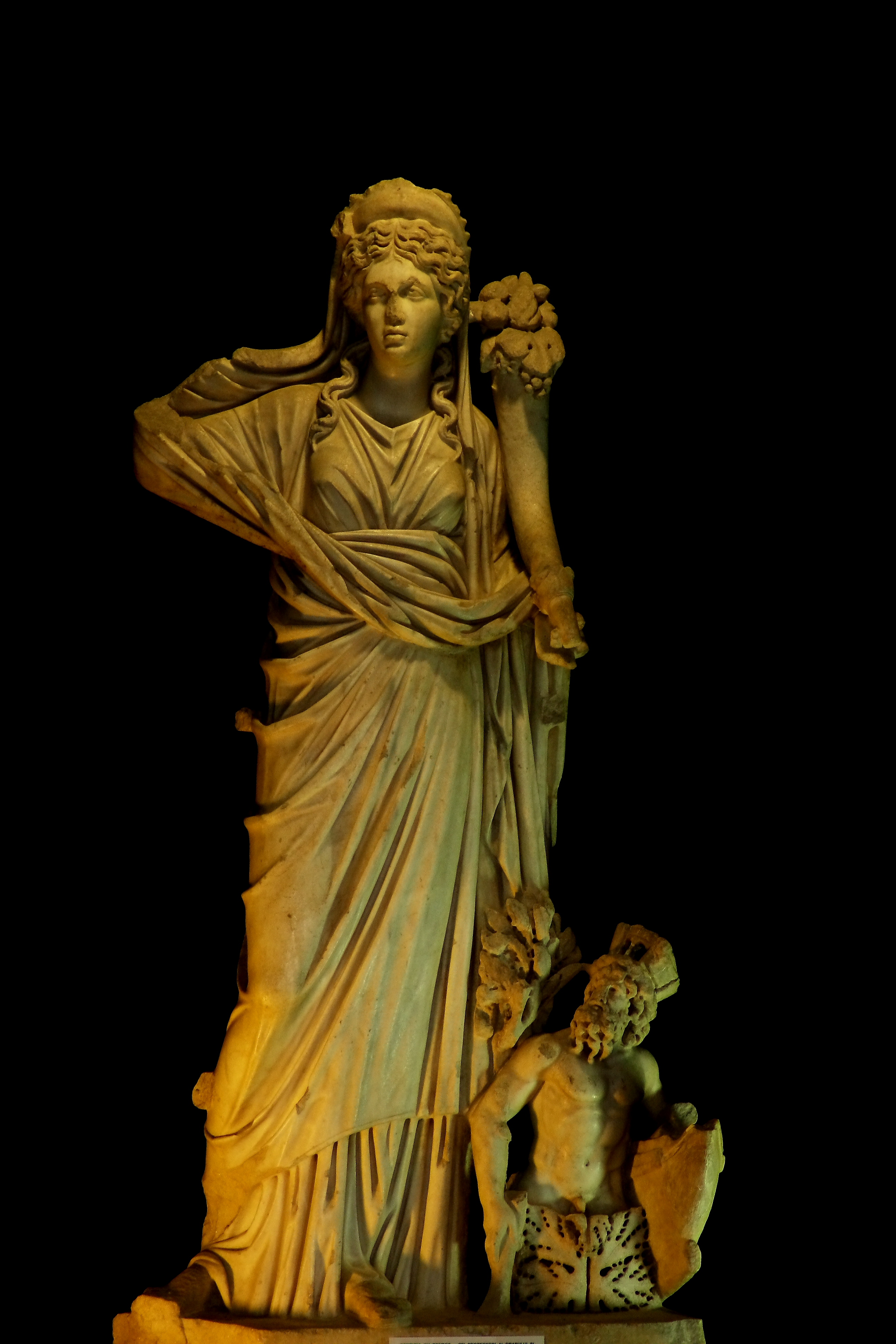
فورتونا و پونتوس

فورتونا، از خدابانوان روم باستان و نخستین فرزند ژوپیتر بود. وی همتای توخه در یونان محسوب می‌شد. فورتونا زنان را در زادن نوزاد یاری می‌کرد و در کیش خود فورتونا پرمیگِنیا یا مادر آغازین نام داشت. معبد فورتونا در پالسترینا، یا پرانست کهن، مشهور بود و پیشگوئی خاص برای خود داشت.
در مجموع فورتونا، خدابانویی مهم و قدرتمند بود، اما با این همه، اندیشه رومیان دربارهٔ کار او مبهم بود.

## منشأ
اصل و منشأ اولیه ایزدبانوی فورتونا یا فورچونا، به زمان‌های بسیار کهن بازمی‌گردد. این ایزدبانو در بیشتر مناطق ایتالیا پرستش می‌شد. او یک الوهیت حمایت‌کننده و محافظ بود و با شاخی پر از میوه و گل و غله که نماد فراوانی است، نمایانده می‌شد. با وی یک سکان کشتی نشان داده می‌شد که نشاندهندهٔ تسلط او بر تقدیر و سرنوشت بود و همچنین یک توپ، که شاید نمایانگر عدم قطعیت و در چرخش بودن بخت و اقبال به‌شمار می‌آمد.

## تندیس واتیکان
تندیسی از فورتونا که در اوستیا یافت شده و امروزه جزو آثار موزه واتیکان می‌باشد، به عنوان فورتونای نیکبختی شناخته می‌شود. وی که جایگزین توخه یونانی شده در این تندیس شاخ فراوانی را در یک دست و یک سکان کشتی را در دست دیگر خویش دارد. در این نقش فورتونا همانا [ایزدبانوی] نیکبختی و راهنمای زندگی مردان[کذا، صحیح: مردمان؟] شناخته می‌شود. بزرگ‌ترین معبد فورتونا در پالسترینا قرار داشت و پیشگوی معبد، همانا کاهن اعظم بود.

## نکاتی دیگر

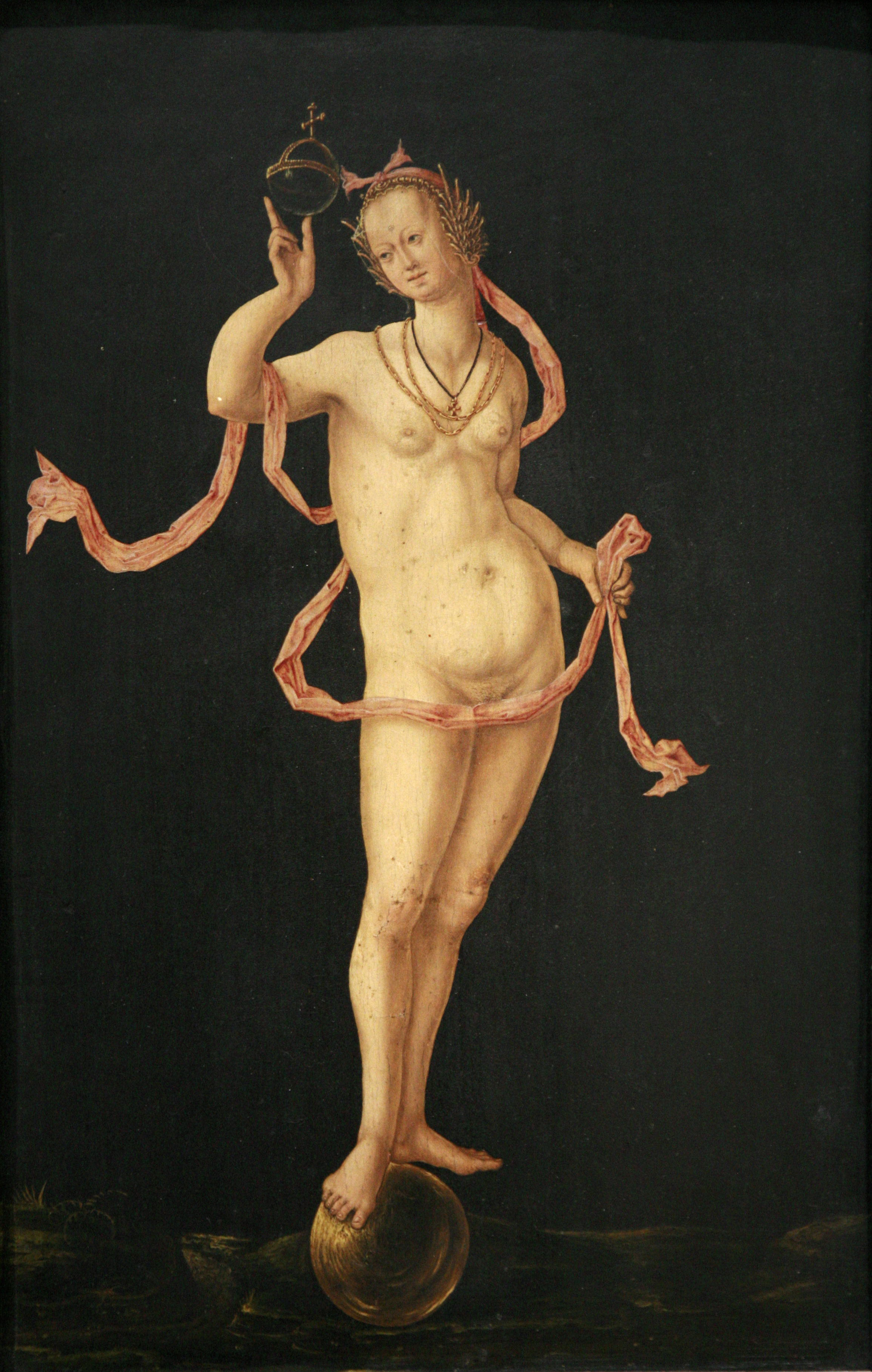
فورتونا به آرامی تعادل خویش را بر گوی حاکمیت خویش حفظ کرده‌است، یک نقاشی هلندی مربوط به سال ۱۵۳۰، موزه هنرهای زیبای فرانسه، استراسبورگ

ویل دورانت در فرازهایی از کتاب مشهور خویش، تاریخ تمدن به فورتونا و آیین‌های پرستش او در روم باستان اشاره می‌کند. وی از جمله ضمن اشاره به احیای کیش قدیم رومیان توسط آگوستوس و جانشینانش، می‌نویسد:
...[با اقدامات آگوستوس و جانشینانش]، مذهب قدیم هنوز نیرومند می‌نمود و خدایان جدید مانند آنونا (ذخیره غذا) [همان آنوناریا که الهه جمع‌آوری غلات و حبوبات بود]، خلق می‌کرد. [این اقدامات] در پرستش فورتونا و روما، حیاتی تازه دمید و از قانون نظم و جبر، با حدّت پشتیبانی می‌کرد.
وی در جایی دیگر به مجسمه زرین فورتونا اشاره می‌کند که در اتاق خواب امپراتوران روم قرار داشته و در موقع جایگزینی امپراتوری به جای امپراتور دیگر، به عنوان نماد نیکبختی از خوابگاه امپراتور قبلی به خوابگاه امپراتور جدید انتقال می‌یافته‌است. وی از جمله صحنه مرگ آنتونینوس پیوس را این گونه توصیف می‌کند:
آنتونینوس پیوس، لحظاتی قبل از مرگ، مارکوس آورلیوس را بر بالین خود خواند و توجه به کشور را به او سپرد. وی همچنین به خادمان خود دستور داد مجسمه زرین فورتونا را که سالها در اتاق خواب امپراتور برپا بود، به اتاق مارکوس آورلیوس ببرند. به افسر کشیک برای اسم شب، کلمه «امنیت خاطر» یا «آسایش خیال» را داد و اندکی بعد، غلتی خورد و مثل آنکه بخوابد، مُرد (سال ۱۶۱ میلادی).
در همین ارتباط، وی به نقل از تاریخ آگوست، این مثل را از قول قسطنتین (کنستانتین) روایت می‌کند:
این فورتونا (الهه اقبال) است که مردی را امپراتور می‌کند.

## فورتونای پارسی در ستاره‌بینی

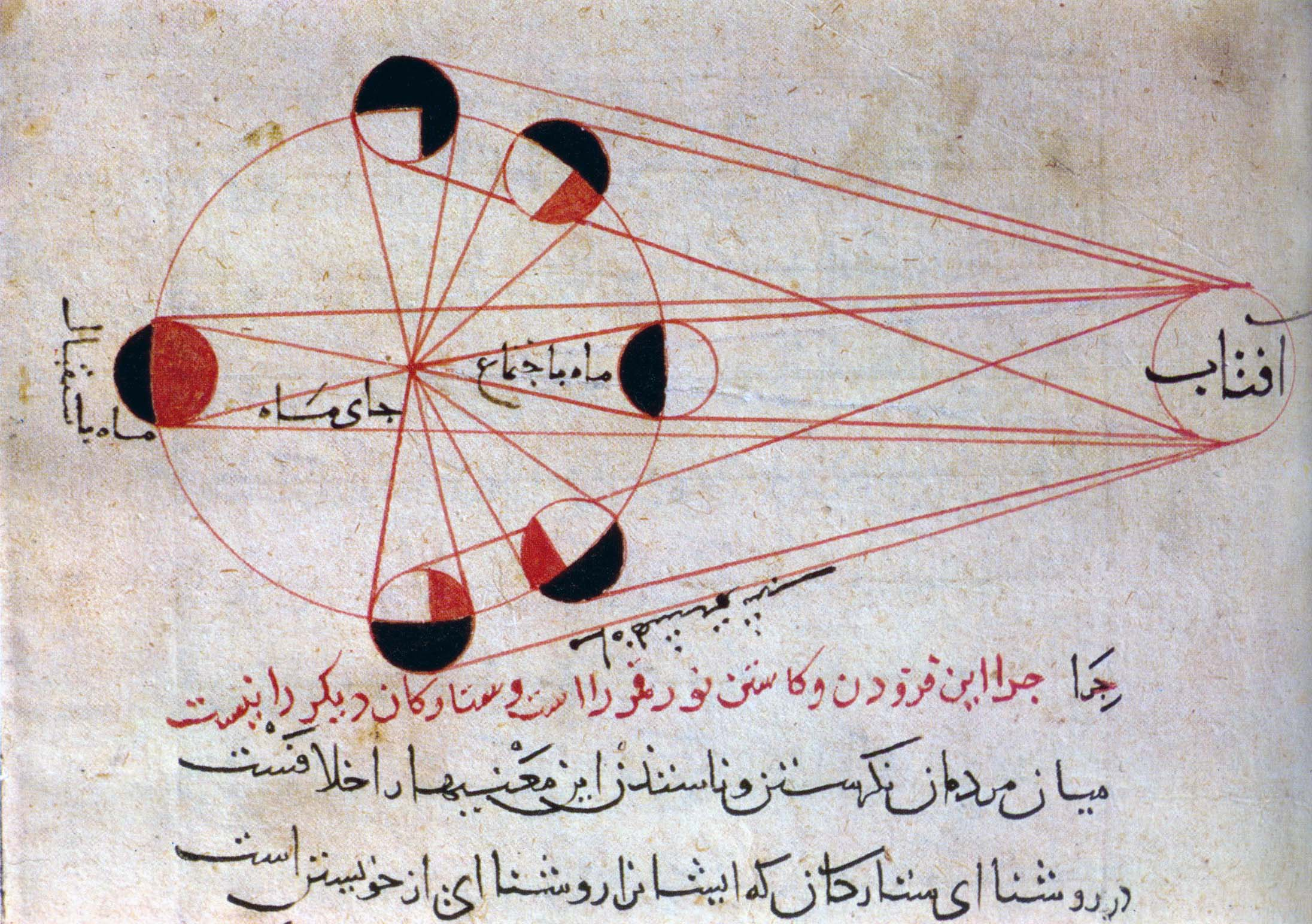
نگاره و تشریحی از فازهای مختلف ماه توسط ابوریحان بیرونی (۹۷۳ تا ۱۰۴۸م)، در کتاب فارسی التفهیم

در ستاره‌بینی یا تنجیم، اصطلاح فورتونای پارسی نشان دهنده یک نقطه ریاضی در زودیاک (منطقةالبروج) می‌باشد که از مواضع طولی یا موقعیت‌های قرارگیری خورشید، ماه و بالا رونده‌ها (نشانه‌های افزایش) در نمودار شخصی تولد هر فرد، گرفته شده‌است. این نقطه نشانگر نقطه‌ایست که به خصوص در جدول ستاره‌بینی مفید فایده می‌باشد. در ستاره‌بینی عربی، این نقطه اصطلاحاً به نام بخش‌های عربی شناخته می‌شود.
روش معمول برای تعیین هر فورتونای پارسی در ستاره‌بینی باستانی و سنتی وابسته به زمان تولد، یعنی، طول روشنایی روز یا مدت زمان شب می‌باشد (اینکه خورشید در بالای سطح افق یا پایین‌تر از آن واقع باشد). در ستاره‌بینی مدرن غربی، فرمول مربوط به طول روز تنها برای بسیاری از سال‌ها مورد استفاده قرار گرفت، اما با بدست آمدن اطلاعات بیشتر از ستاره‌بینی باستانی، در حال حاضر اغلب از دو روش برای محاسبه آن استفاده می‌کنند.
فرمول مورد استفاده برای محاسبه بخش فورچون (=ساعت سعد، بخت، اقبال، نصیب) از طول روز، که با نماد «پی اف PF» نشان داده می‌شود، و مقصود از آن می‌تواند همان زمان‌های سعد و نحس باشد و به خوش یُمن بودن یا بد یُمنی زمانهای مختلف شبانه روز اشاره کند، با در نظر گرفتن موقعیت‌های ۳۶۰ درجه، برای هر نقطه، بدین صورت می‌باشد:
پی اف = فراز جو + ماه - خورشید
این فرمول برای تعیین پی اف یا همان بخش فورچون در شب، بدین صورت نوشته می‌شود: پی اف = فراز جو + خورشید - ماه
هر کدام از نتایج حاصل از هریک از روش‌های محاسبه، برای موقعیت‌های متفاوت از منطقة البروج مختلف، پی اف یا ساعت سعد مربوط بدان را تعیین می‌کند.
ابوریحان بیرونی ریاضیدان، ستاره‌شناس و محقق مشهور قرن یازدهم هجری، که از جمله بزرگ‌ترین و شاخص‌ترین طرفداران این سیستم ستاره‌بینی و پیشگویی بود، در مجموع ۹۷ نقطه فورچون یا بخش عربی [همان ساعت سعد] را فهرست کرده بود، که این فهرست به گونه‌ای گسترده در رایزنی‌ها و مشاورات نجومی مورد استفاده قرار می‌گرفتند. پل واشیر نیز، یک محاسبه‌گر مخصوص برای تعیین تمامی این بخش‌های عربی [ساعات سعد و نحس]، ابداع کرده بود.